# احشام
 احشام  بالفارسية ( روستاى احشام )
قرية صغيرة، تـتبع البلدة المركزية (القابندية) (بالفارسية: بخش مرکزی شهرستان گاوبندی (پارسيان) )، في محافظة هرمزغان في جنوب إيران.

## حدود قرية احشام
حدود قرية احشام: من الشمال: جبل، ومن الجنوب دشتی ، ومن الغرب قرية میلکی، ومن الشرق تنتهي بقرية بهدشت .

## السكان
يبلغ عدد سكان هذه القرية حسب تعداد السكان لعام 2006 للميلاد، 125 نسمه تشكل (50عائلة) من أهل السنة والجماعة، وعلى المذهب الشافعي .
لهم عدة مساجد، ومدرسة، وعيادة صحية صغيرة، وبركتان لحفظ مياه الأمطار، وبها المرافق العامة كالماء، والكهرباء، والهاتف والبريد، يقوم السكان باالزراعة ، و تربية المواشي والأغنام.